# Tony Judt
Tony Judt (Londres, 2 de gener de 1948 - Nova York, 6 d'agost de 2010) va ser un historiador, professor universitari i escriptor britànic. Especialitzat en la història social de l'Europa de la segona meitat del segle xx, va ensenyar a universitats tant de la Gran Bretanya com dels Estats Units.
Va néixer a Londres en una família d'immigrants; la seva mare tenia orígens eslaus i el seu pare belgues, ambdós jueus però de vida secular. Tony Judt va ser el primer membre de la família que va fer estudis secundaris i va anar a la universitat, concretament, a la King's College, Cambridge. Allà es va graduar en història el 1969 i doctorar el 1972, després de passar un any a l'École Normale Supérieure de París. Aleshores va iniciar una carrera de professor universitari: va ensenyar al King's College de Cambridge (1972-1978), a la University of California (1978-80), al St. Anne's College de la Universitat d'Oxford (1980-1987) i, finalment, a la Universitat de Nova York (1989 fins a la seva mort). El 1996 va ser nomenat membre de l'Acadèmia Americana de les Arts i les Ciències i el 2007 de l'Acadèmia Britànica. Els darrers mesos de la seva vida els va dedicar a escriure sobre la malaltia que li acabaria costant la vida, l'esclerosi lateral amiotròfica. En són exemples els diversos articles que va escriure a la revista The New York Review of Books i el llibre El refugi de la memòria (2010).
Inicialment defensor del sionisme d'esquerres va viure diverses temporades en quibuts però després de la guerra dels Sis Dies (1967) s'apartà del moviment i esdevingué un dels crítics més contundents de l'estat d'Israel, l'existència del qual qüestionà. Va defensar la creació d'un sol estat binacional com a solució del conflicte araboisraelià, cosa que li comportà fortes crítiques.

## Obres[2]
- Postguerra, una història d'Europa des de la Segona Guerra Mundial (2005, inèdita en català)
- El món no se'n surt (2010; Edicions La Magrana, 2017)[3]
- El refugi de la memòria (2010)
- Pensar el segle XX (2012, amb Timothy Snyder)